# إد هوزر
إد هوزر (بالإنجليزية: Ed Hauser)‏ هو عالم بيئة أمريكي، ولد في 29 أبريل 1961، وتوفي في 14 نوفمبر 2008 بسبب نوبة قلبية.